# メルセデス・シモーネ
メルセデス・シモーネ（Mercedes Simone, 1904年4月21日 - 1990年10月2日）は、有名なアルゼンチンのタンゴの女性歌手である。

## 生涯
1904年4月21日 に、ビジャ・エリサにて生まれる。本名は、メルセデス・セリア・シモーネ（Mercedes Celia Simone）である。
バイアブランカ市のカフェ・バー『ロス・ドス・チノス』（Los Dos Chinos）でデビューを果たす。1927年に、レコード録音を始める。1931年には、ミロンガ・センチメンタルを創唱する。また、メルセデス・シモーネ作詞作曲のオリジナル曲『カンタンド』（Cantando）のレコードも人気を評す。『淡き光に』のレコード録音も有名である。映画にも数多く出演する。"La Dama del Tango"（タンゴの貴婦人）というあだ名がある。
1990年10月2日に死去する。
YouTubeに、いくつかレコード録音や白黒フィルムなどがアップロードされている。